# Hooge Mierde
Hooge Mierde est un village de 1 669 habitants (2009) dans la commune de Reusel-De Mierden, dans la province du Brabant-Septentrional aux Pays-Bas.

## Géographie
Le village de Hooge Mierde, avec son hameau Kuilenrode forme la partie ouest de la commune. À l'ouest se trouve la frontière avec la Belgique.
Hooge Mierde, tout comme le village voisin de Reusel, se trouve sur la ligne de séparation de deux bassins versants : celui de la Meuse et celui de l'Escaut.

### Nature

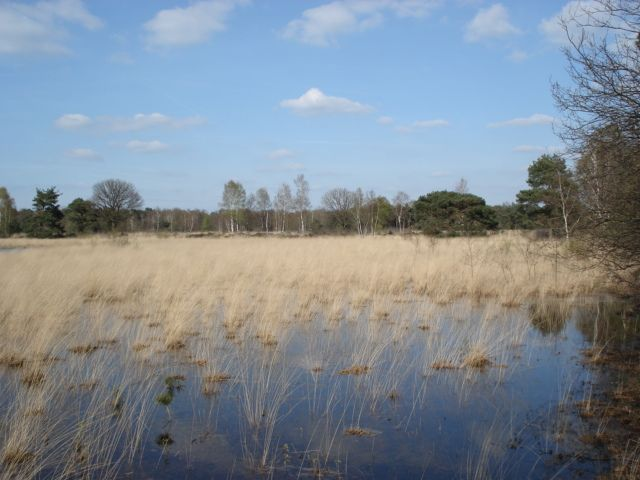
Zwartven

À l'ouest du village, le long de la frontière belge se trouve une petite réserve naturelle. Le Zwartven est une grande mare des hautes tourbières, au milieu des landes préservées du défrichement pour l'agriculture.

## Histoire
Au Moyen Âge, le village appartenait à l'abbaye de Postel, dépendant de l'abbaye de Floreffe.
Pendant longtemps, Hooge Mierde et Lage Mierde ont formé une seule seigneurie (heerlijkheid). Hooge Mierde en constituait le domaine du seigneur, tandis que Lage Mierde était habité par les fermiers libres.

## Aujourd'hui
Aujourd'hui, Hooge Mierde a conservé un caractère essentiellement agricole. Son clocher monumental et l'allée qui mène à l'église sont emblématique pour le village.